# Kanton Mazières-en-Gâtine
Der Kanton Mazières-en-Gâtine war bis 2015 ein französischer Wahlkreis im Arrondissement Parthenay, im Département Deux-Sèvres und in der Region Poitou-Charentes; sein Hauptort war Mazières-en-Gâtine. Vertreter im Generalrat des Départements war zuletzt von 1988 bis 2015 Jean-Marie Morisset (UMP). 

## Geografie
Der zwölf Gemeinden umfassende Kanton war 206,68 km² groß und hatte 6202 Einwohner (Stand: 1999).

## Gemeinden
| Gemeinde                | Einwohner Jahr | Fläche km² | Bevölkerungsdichte | Code INSEE | Postleitzahl |
| ----------------------- | -------------- | ---------- | ------------------ | ---------- | ------------ |
| Beaulieu-sous-Parthenay | 675 (2013)     | –          | – Einw./km²        | 79029      | 79420        |
| La Boissière-en-Gâtine  | 238 (2013)     | –          | – Einw./km²        | 79040      | 79310        |
| Clavé                   | 356 (2013)     | –          | – Einw./km²        | 79092      | 79420        |
| Les Groseillers         | 55 (2013)      | –          | – Einw./km²        | 79139      | 79220        |
| Mazières-en-Gâtine      | 993 (2013)     | –          | – Einw./km²        | 79172      | 79310        |
| Saint-Georges-de-Noisné | 722 (2013)     | –          | – Einw./km²        | 79253      | 79400        |
| Saint-Lin               | 350 (2013)     | –          | – Einw./km²        | 79267      | 79420        |
| Saint-Marc-la-Lande     | 356 (2013)     | –          | – Einw./km²        | 79271      | 79310        |
| Saint-Pardoux           | 1.606 (2013)   | –          | – Einw./km²        | 79285      | 79310        |
| Soutiers                | 271 (2013)     | –          | – Einw./km²        | 79318      | 79310        |
| Verruyes                | 930 (2013)     | –          | – Einw./km²        | 79345      | 79310        |
| Vouhé                   | 382 (2013)     | –          | – Einw./km²        | 79354      | 79310        |